# Малые дозы излучения
Малые дозы ионизирующей радиации  - дозы, не приводящие к развитию клинически очерченных неслучайных эффектов на здоровье человека или животных.

## История
Воздействие радиационного излучения на людей изучалось на последствиях применения ядерного оружия. Было установлено, что при дозах облучения 0,5 Гр и более может наступить смерть в течение 12 лет после момента облучения. Поскольку смерть или тяжелое заболевание, вызванное малой дозой облучения (ниже 0,5 Гр) крайне редки, выяснилось, что уверенно связать их с воздействием радиации на организм невозможно — потребуются наблюдения в течение длительного времени (более 12 лет) над огромной выборкой людей, подвергшихся облучению в такой дозе. Более того, было обнаружено положительное влияние малых доз радиации на живые организмы — гормезис. С малыми дозами радиации также связан феномен массового сознания, когда неопределенность в вопросе безопасности (или уверенность в том, что существующая опасность незначительна) трактуются как заведомое наличие опасности и формируется массовый страх перед малыми дозами радиации.

## Определения
Понятие «малые дозы излучения» (Low) не имеет единого определения.
С микродозиметрических позиций «малой» называют ту дозу излучения, при которой в критической мишени реализуется в среднем не более одного радиационного события.
Верхняя граница малой дозы находится в прямо пропорциональной зависимости от ЛПЭ излучения при одном и том же размере мишени и в обратно пропорциональной — от диаметра мишени для одного и того же излучения.
Далее приведены градации для излучений с низкой ЛПЭ (рентгеновскогое, гамма- и электроны, для плотноионизирующей радиации градации иные).
Помимо микродозиметрического, имеются также радиобиологический и «медицинский» (точнее, эпидемиологический) подходы по определению малых доз (последний основан на форме кривых зависимостей частоты раков и лейкозов в когорте пострадавших от атомных бомбардировок в Японии). Второе определение никогда не используется, а для медицинского подхода градации следующие.
Ранее граница малых доз, согласно NCRP и НКДАР (от 1980-х гг.), была равна 0,2 Гр (200 мГр). Но с НКДАР-2006 (сообщение издано в 2008 г.) граница малых доз редкоионизирующей радиации стала равна, как и ныне в NCRP, МКРЗ (МКРЗ-103), BEIR и DOE (Министерство энергетики США), 0,1 Гр. 
Для излучений с низкой ЛПЭ выделяют также очень малые дозы (very low) — дозы менее 10 мГр.
Понятие «малой мощности дозы» применимо только в радиобиологическом и эпидемиологическом (медицинском) значениях.
Малая мощность дозы по критерию полноты репарации ДНК равна 0,001 мГр/мин.
Малой считается такая интенсивность ионизирующего излучения, при которой период времени между двумя вероятными поражениями одной и той же ядерной мишени позволяет полностью репарировать повреждения, вызванные первым событием попадания.
Эффекты малых доз излучения (радиационно-индуцированная нестабильность генома, эффект свидетеля и др.) являются причиной смены парадигмы в радиобиологии, хотя для малых доз радиации с низкой ЛПЭ нестабильность генома не индуцируется, а эффект свидетеля преимущественно стимулирующий  (включено в НКДАР-2012).